# Xã Hamlet, Quận Renville, Bắc Dakota
Xã Hamlet (tiếng Anh: Hamlet Township) là một xã thuộc quận Renville, tiểu bang Bắc Dakota, Hoa Kỳ. Năm 2010, dân số của xã này là 50 người.